# Scepanotrocha setifera
Scepanotrocha setifera är en hjuldjursart som beskrevs av Haigh 1963. Scepanotrocha setifera ingår i släktet Scepanotrocha och familjen Habrotrochidae. Inga underarter finns listade i Catalogue of Life.